# Gonzala Santana
Gonzala Santana (Alaejos, Valladolid, 1844-Salamanca, 1926) fue una filántropa española conocida como ‘La pollita de oro’, por su generosidad y fortuna.

## Biografía
Era hija de José Santana, rico agricultor de Alaejos y Petra Delgado, de Salamanca. A la muerte de su padre, madre e hija se trasladaron a Salamanca. La madre murió poco después.
Al quedar huérfana heredó una importante cantidad de dinero que le permitió vivir con desahogo sin necesidad de casarse, lo que resultaba inusual en aquella época, siendo amante de los viajes y ocupándose a la vez de repartir becas y ayudas humanitarias, cuestión en la que coincidía con otro ilustre salmantino al que le unió una profunda amistad, Vicente Rodríguez Fabrés.
Creó múltiples becas para niños de familias humildes a quienes se llamaba “gonzaineros”, llegando a apadrinar a 33 internos y más de 200 externos, y aportando asimismo dinero -100.000 pesetas- para la construcción de un colegio.
Fue una de las benefactoras de la Cofradía de la Vera Cruz, financió un órgano de la Iglesia de la Purísima Concepción, y también contribuyó con dinero para el ejército español.
En su testamento dejó establecido cómo distribuir su dinero, en parte para su fundación, para invertir en la educación de niños salmantinos, así como a través de donaciones a diversas organizaciones religiosas con las que había colaborado en vida, legó 50.000 pesetas para la construcción de la capilla de las Hermanitas de los Pobres, otras 5.000 para la Purísima Concepción y la misma cifra para la capilla de la Vera Cruz, 1.000 pesetas para la iglesia de religiosas de las Úrsulas y por último, 2.000 pesetas para las Hermanitas de los Pobres de Alaejos.

## Reconocimientos
En Salamanca hay una calle que lleva su nombre, entre la calle Varillas y la Plaza de San Julián.
También hay una calle a su nombre en su lugar de nacimiento, Alaejos (Valladolid).
Vivió en Salamanca en una casa junto al Palacio de Monterrey que se convirtió en un establecimiento hostelero.